# 懷嬴
懷嬴（？—？），嬴姓，秦穆公之女。嫁與晉文公、晉懷公，《列女傳》列為節義卷。又稱辰嬴，与晋文公生下一子樂，一说辰嬴并非懷嬴。

## 懷嬴的记载

### 秦晉之好
周襄王九年（魯僖公十七年，秦穆公十七年，前643年），晉懷公還在當太子時，大約只有十歲左右，就被晉惠公當成人質送到秦國去；因此晉公子圉打算帶著懷嬴逃回晉國，便告訴她：「我被當做人質留在秦國，卻對自己國家沒有幫助。現在如果父親大人一病不起，恐怕大夫們會另外立別的公子繼位。妳願意跟我一起回去嗎？」懷嬴回答他：「您，是晉國的太子，卻在秦國受委屈。現在您終於想回去了，這不是非常好嗎？我們國君派妾來為您拿手巾、捧梳子，只是為了要把您留在這裡而已。如果妾跟您回去晉國，這就違背國君給臣妾的使命了。所以妾不敢跟您一起離開，但也絕不會洩露任何一個字。」於是公子圉就這樣逃回晉國了。

### 义责重耳
周襄王十五年（鲁僖公二三年，秦缪公廿三年，前637年）秋九月，晋惠公去世，逃回晋国的公子圉继位晉懷公。秦穆公非常不满，接待了正在流亡的晋公子重耳。秦穆公想要把五个宗室女子嫁与重耳，但其中也包括了重耳的侄媳怀嬴。重耳觉得这是破坏人伦的行为，不太愿意。此时司空季子劝他说：「你马上就要回去晋国了，还担心娶人家前妻的事干嘛？而且你若是答应了秦国的要求，人家自会帮你回去，怎能因拘泥于这一点礼数而坏了大事呢？」于是重耳同意娶那些秦女为妻，穆公相当高兴。 
五个嫁给重耳的女子，以文嬴地位为最高，而包括怀嬴在内的其他四位只是陪嫁的媵妾。一天早上，怀嬴拿水盆给重耳盥洗时，重耳还没等毛巾递来就随便把手甩干，他随便的态度引得怀嬴非常不满，指责道：「秦、晋本是对等的国家，你为何如此轻慢于我？」重耳觉得她这话的意思是指责他瞧不起秦国，心生畏惧，于是脱去上衣，向她谢罪。
周襄王十六年（鲁僖公二四年，秦穆公二四年，前636年）春二月（夏历十二月)，重耳回到晋国以后即位为文公，立文嬴为正夫人。
周襄王二十四年（鲁僖公三十二年，晋文公九年，前628年）冬十二月，夫晋文公逝世，传位给其子晋襄公。

### 評價
- 《列女傳·節義傳》：頌曰：晉圉質秦，配以懷嬴，圉將與逃，嬴不肯聽，亦不泄言，操心甚平，不告所從，無所阿傾。

## 辰嬴的记载

### 公子乐遇刺
周襄王三十一年（秦穆公三十九年，晋襄公七年，前621年）夏，父亲秦穆公在位三十九年后去逝。至秋天，晋襄公在位七年也过世了，当时他的儿子年纪还非常小，臣子们想要立一个年纪比较大的国君。 赵盾认为应该立公子雍为国君，但贾季则认为应该立公子乐。 贾季的理由是，公子乐之母辰嬴曾经嫁给怀公与文公两任国君，立她的儿子，人民应该能够支持，但赵盾认为：「辰嬴地位低下，在文公的妻妾里只能排行第九，做儿子的怎会有威信可言？况且辰嬴先后嫁了两任国君，不合礼法；她的儿子也没法派去大国，只能派到像陈国这种小国，太偏僻疏远了。母亲地位低下，儿子又疏远，没有威信，陈国是个小地方，还远，对晋国也没有什么帮助，这如何能让晋国安定？」，后又举出公子雍的母亲杜祁是贤德之妇，地位也较高，而公子雍也是个有才之人，得到文公的喜爱，因此适合做国君。
后来赵盾派先蔑、士会到秦国接公子雍回晋国，而贾季也将公子乐从陈国迎回。赵盾派人将公子乐截杀于回国途中。辰嬴此时可能已经过世，因此辰可能是她的谥号。